# Popcorn
 For alternative betydninger, se Popcorn (flertydig). (Se også artikler, som begynder med Popcorn)
Popcorn er en snack, lavet af visse typer majs, som popper og eksploderer når de bliver opvarmet i madolie, i mikrobølgeovn eller ved hjælp af varm luft. Der findes enkelte typer majs, som passer bedre til popcorn end andre.
Popcorn blev først lavet af indianerne i Amerika for mere end tusind år siden. Første gang europæerne lavede popcorn var i 1492, da Christopher Columbus kom til Amerika.
Popcorn er populære snacks og sælges både færdig poppet og upoppet. Skal man poppe selv er det vigtigt at følge brugsanvisningen, både dem man popper i varm olie, i mikrobølgeovn eller ved hjælp af en popcornmaskine (varm luft). Hvis ikke, kan der opstå både brand eller man kan få køkkenet fyldt med popcorn.
I senere tid er popcorn mest brugt i biografer. De bliver som regel serveret med husholdningssalt eller smør.